# Chasicotherium rothi
Chasicotherium rothi è un mammifero erbivoro estinto, appartenente ai notoungulati. Visse nel Miocene superiore (circa 10 - 9 milioni di anni fa) e i suoi resti fossili sono stati ritrovati in Sudamerica (Argentina).

## Descrizione
Conosciuto principalmente per materiale cranico, Chasicotherium doveva essere molto simile ad altri animali più noti come Homalodotherium. Come quest'ultimo, anche Chasicotherium doveva possedere un corpo compatto sorretto da zampe lunghe e potenti. Il cranio era di grande taglia (lunghezza circa 45 centimetri). Rispetto a Homalodotherium, Chasicotherium era più grande e massiccio (era pesante forse una tonnellata) e possedeva una formula dentaria ridotta, con solo due incisivi per lato della mascella e della mandibola. Le premascelle erano corte, il canino superiore era ben sviluppato ma privo di strie verticali, e il primo premolare inferiore era rudimentale (come in Homalodotherium e in Diorotherium). Non era presente nessun diastema tra il canino superiore e l'incisivo esterno.

## Classificazione
Descritto per la prima volta nel 1931 da Cabrera e Kraglievich, Chasicotherium rothi è noto per fossili provenienti dalla formazione Chasico nella Provincia di Buenos Aires in Argentina. Chasicotherium è un rappresentante degli omalodoteriidi, un gruppo di mammiferi notoungulati dal corpo alto e dalle zampe allungate, simili ai calicoteri dei continenti settentrionali. In particolare, Chasicotherium è considerato la forma più specializzata del gruppo, più derivata rispetto ad Asmodeus e Diorotherium e strettamente imparentata con Homalodotherium. Chasicotherium è l'ultimo omalodoteriide noto.